# 巴金 (小惑星)
巴金(8315 Bajin)は、1997年11月25日に興隆観測基地の北京天文台CCD小惑星観測プログラムによって発見された小惑星帯の小惑星である。中国の小説家巴金にちなんで命名された。